# Paros (Regionalbezirk)
Der Regionalbezirk Paros (griechisch Περιφερειακή Ενότητα Πάρου Periferiakí Enótita Párou) ist einer von 13 Regionalbezirken der griechischen Region Südliche Ägäis. Er wurde anlässlich der Verwaltungsreform 2010 aus zwei Inselgemeinden der ehemaligen Präfektur Kykladen gebildet und entspricht dem Gebiet der Provinz Paros, die bis 1997 als Untergliederung der Präfektur Kykladen bestand. Proportional zu seinen 15.785 Einwohnern entsendet das Gebiet zwei Abgeordnete in den Regionalrat, hat aber keine weitere politische Bedeutung als Gebietskörperschaft. Er gliedert sich in die beiden Gemeinden Andiparos und Paros.